# Einsenkungsmarke

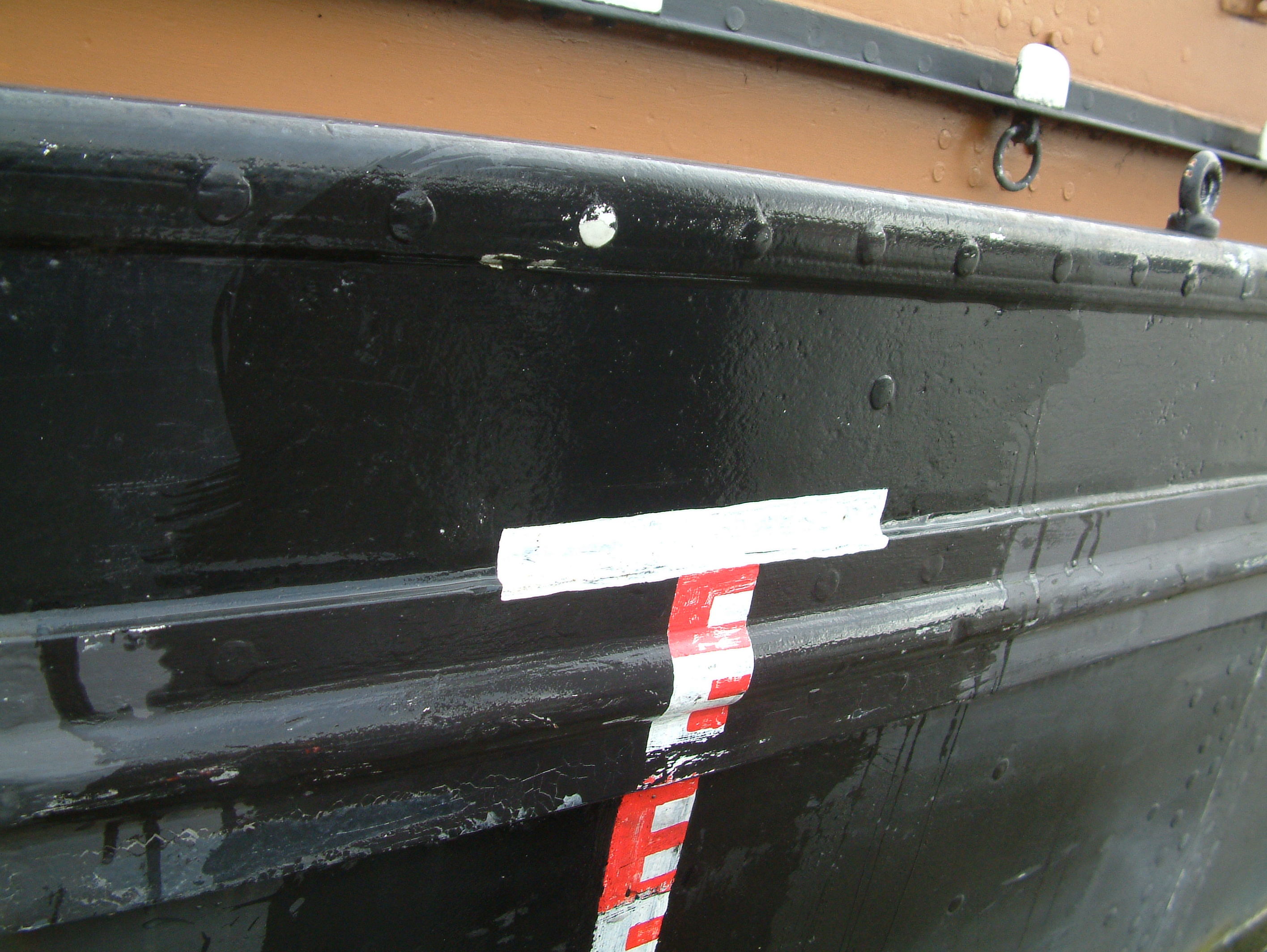
Einsenkungsmarke und Tiefgangsanzeiger eines Binnenschiffs

Einsenkungsmarken kennzeichnen bei Binnenschiffen die Ebene der größten Einsenkung, bis zu der das Schiff abgeladen werden darf. Sie sind heutzutage in Europa meist durch den Europäischen Standard der technischen Vorschriften für Binnenschiffe (ES-TRIN) des Europäischen Ausschusses zur Ausarbeitung von Standards im Bereich der Binnenschifffahrt (CESNI) definiert. Sie entsprechen in der Funktion den Freibord- und Lademarken für Seeschiffe gemäß dem Internationalen Freibord-Übereinkommen.

## Beschreibung
Die Binnenwasserstraßen sind in die Zonen 1 bis 4 und R eingeteilt. Größe, Ausrichtung und Anzahl der Einsenkungsmarken hängen von den Zonen ab, für die das Binnenschiff zugelassen ist. Aus Sicht der Einsenkungsmarken entspricht die Zone R der Zone 3.
Die Ebene der größten Einsenkung ist für jede zugelassene Zone so festzusetzen, dass die Vorschriften über den Freibord, den Sicherheitsabstand und den größten Tiefgang, für den das Schiff ausgelegt ist, erfüllt sind.
Die Einsenkungsmarken bestehen aus einem Rechteck von 300 mm oder 150 mm Länge und 30 mm oder 40 mm Höhe. Die Unterkante des Rechtecks entspricht dabei jeweils der Ebene der größten zugelassenen Einsenkung für die zugehörige Zone. Für die Zone 3 hat das Rechteck immer 300 mm Länge und 40 mm Höhe. Falls ein Schiff für mehrere Zonen zugelassen ist und daher mehrere Einsenkungsmarken angebracht werden müssen, zeigt die oberste Einsenkungsmarke zum Heck, zusätzliche Einsenkungsmarken zeigen zum Bug. Die Einsenkungsmarken müssen gemäß ES-TRIN gut sichtbar und unaustilgbar sein. 

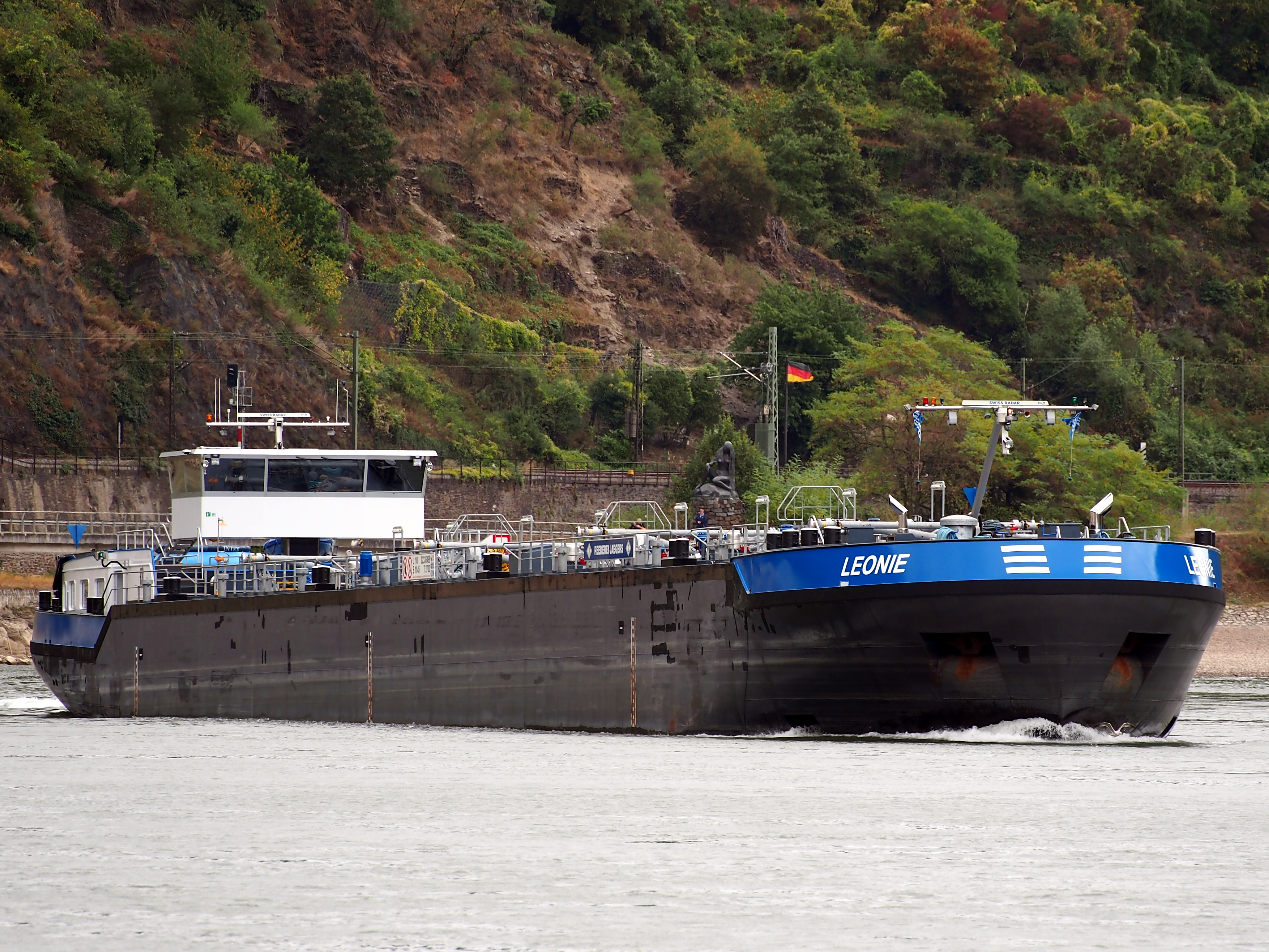
Schiff mit drei Einsenkungsmarken

Die Anzahl der Einsenkungsmarken hängt von der Länge des Schiffs ab und ob es Güter befördert oder nicht. Bei einem Schiff mit weniger als 40 m Länge reichen zwei Einsenkungsmarkenpaare, sonst sind es drei. Wenn keine Güter befördert werden, reicht ein Einsenkungsmarkenpaar.

## Geltungsbereich

### Europa

UNECE-Mitgliedstaaten, die CEVNI zumindest teilweise umgesetzt haben
Mitgliedstaaten EU und EWR
Mitgliedstaaten CESNI
Mitgliedstaaten Zentralkommission für die Rheinschifffahrt
Mitgliedstaaten Donaukommission

Die technischen Vorschriften für Binnenschiffe waren lange für die länderübergreifenden Binnenwasserstraßen durch entsprechende Kommissionen wie die 1815 mit der Schlussakte des Wiener Kongresses geschaffene Zentralkommission für die Rheinschifffahrt (ZKR) oder die Donaukommission von 1948 geregelt. Die Arbeitsgruppe Binnenschifffahrt des Binnenverkehrsausschusses der Wirtschaftskommission für Europa (UNECE) legte 1966 mit dem Annex 1 Freeboard and Draught Markings des Dokuments TRANS/316 einen Vorschlag für die Regelung der Einsenkungsmarken im Rahmen der Europäischen Binnenschifffahrtsstraßen-Ordnung (CEVNI) vor. Aufbauend darauf wurden die Regelungen für Einsenkungsmarken durch die Weiterentwicklung der CEVNI immer weiter vereinheitlicht. Diese Vereinheitlichung zeigt sich in den folgenden Versionen der CEVNI und den dazu erlassenen Recommendations on Harmonized Europe-wide Technical Requirements for Inland Navigation Vessels.
In der Europäischen Union wurden die Einsenkungsmarken erstmalig in der Richtlinie 82/714/EWG des Rates vom 4. Oktober 1982 über die technischen Vorschriften für Binnenschiffe EU-weit vorgeschrieben. 1999 wurden die Vorschriften durch das Abkommen über den Europäischen Wirtschaftsraum auf den gesamten Europäischen Wirtschaftsraum (EWR) ausgedehnt. Nach einer Überarbeitung durch die Richtlinie 2006/87/EG des Europäischen Parlaments und des Rates vom 12. Dezember 2006 über die technischen Vorschriften für Binnenschiffe regelt Stand 2024 die Richtlinie (EU) 2016/1629 des Europäischen Parlaments und des Rates vom 14. September 2016 zur Festlegung technischer Vorschriften für Binnenschiffe die Verwendung der Einsenkungsmarken durch Verweis auf den ES-TRIN, initial in der Ausgabe 2015/1. Die Richtlinie wurde in Deutschland durch die Binnenschiffsuntersuchungsordnung (BinSchUO) von 2018 umgesetzt, in § 1 BinSchUO wird die Gültigkeit des ES-TRIN festgelegt, auf die § 2.04 der Binnenschifffahrtsstraßen-Ordnung verweist. In Österreich erfolgte die Umsetzung durch die Schiffstechnikverordnung von 2018, wobei in § 32 die Gültigkeit des ES-TRIN festgelegt wird.
Seit der 2015 erfolgten Harmonisierung der technischen Vorschriften der Rheinschiffsuntersuchungsordnung (RheinSchUO) der Zentralkommission für die Rheinschifffahrt mit denen der Richtlinie 2006/87/EG in der ES-TRIN gelten für die der RheinSchUO unterstehenden Schiffe durch Verweis auf den ES-TRIN dieselben Vorschriften zu Einsenkungsmarken.
Für die Donauschifffahrt galten die von der Donaukommission herausgegebenen Empfehlungen über die technischen Vorschriften für Binnenschiffe. 2015 wurden die Vorschriften zu Einsenkungsmarken analog denen des ES-TRIN gestaltet. Die Grundsätzlichen Bestimmungen für die Schifffahrt auf der Donau (DFND) der Donaukommission regeln die Einsenkungsmarken durch Verweis auf den ES-TRIN.
In der Schweiz sind Einsenkungsmarken in Art. 143 Binnenschifffahrtsverordnung geregelt.

### Vereinigte Staaten
In den Vereinigten Staaten sind innerhalb der sogenannten boundary line keine Einsenkungsmarken notwendig. Einen Sonderfall stellen die Große Seen dar, bei denen spezifische Einsenkungsmarken gefordert sind. Dabei sind unterschiedliche Markierungen für Süß- und Salzwasser, sowie je nach Saison (Sommer, Hochsommer, Übergangssaison, Winter) erforderlich.